# Teucholabis (Euparatropesa) fasciolaris
Teucholabis (Euparatropesa) fasciolaris is een tweevleugelige uit de familie steltmuggen (Limoniidae). De soort komt voor in het Neotropisch gebied.